# SIG Sauer M17
As SIG Sauer M17 e M18 são pistolas de serviço usadas pelas Forças Armadas dos Estados Unidos.
Em 19 de janeiro de 2017, o Exército dos Estados Unidos anunciou que uma versão personalizada do SIG Sauer P320 havia vencido a XM17 Modular Handgun System competition do Exército. O modelo de tamanho completo ficou conhecido como M17 e o modelo de porte menor ficou conhecido como M18.

## Modular Handgun System competition
Quando os requisitos foram formulados para uma nova pistola para o Exército dos EUA, um dos princípios da proposta era que uma pistola de modelo existente fosse utilizada para atender aos requisitos estabelecidos na Modular Handgun System Request for Proposal, conhecida como aquisição XM17. A SIG Sauer enviou um P320 com uma série de modificações para a XM17 Modular Handgun System competition.
As modificações incluem:
- Slide truncado para facilitar a adição de uma mira reflexiva. (Este é o slide usado na série RX)[2]
- Segurança do polegar ambidestro
- Indicador de câmara carregado
- Subconjunto de slides aprimorado para capturar pequenos componentes quando desmontados
- Gatilho "aba de lama" aprimorado para impedir que detritos estrangeiros entrem na ação da pistola
- Comprimento do cano de 120 mm (4,7 ") em tamanho real M17
- Comprimento do cano de 98 mm (3,9 ") no M18 de transporte
- Emparelhado em 9 × 19mm Parabellum; incapaz de adotar outros calibres ou estruturas por causa do parafuso da chave no chassi da estrutura
- As pistolas com câmara de 9 mm podem apresentar um compartimento de 17 balas no padrão, com as revistas estendidas de 21 balas opcionais disponíveis.[3][4]
- Os componentes de aço recebem um acabamento resistente à corrosão da deposição de vapor físico (PVD)[5]
- Usando parafusos de chave em vez de parafusos normais para resistir à desmontagem além de decapagem em campo por usuários que não são armeiros[5]

## História

### SIG Sauer vence a competição
Em 19 de janeiro de 2017, o Exército dos Estados Unidos anunciou que a variante SIG Sauer P320 MHS havia vencido os testes do sistema modular de armas de mão dos militares. O P320 é conhecido como M17 (tamanho normal) e M18 (transporte) no serviço militar dos EUA. Embora a pistola permaneça em calibre da OTAN de 9 x 19 mm em vez de um calibre maior, o contrato permite que o Exército e outros serviços obtenham a munição XM1152 Full Metal Jacket e XM1153 "Special Purpose" (SP) da SIG Sauer.
A munição escolhida para acompanhar a pistola é uma bala de "Winchester jacketed hollow point"; aparência semelhante ao calibre Winchester PDX1, mas com algumas diferenças no design das pétalas de hollowpoint. O M17 tem melhor precisão, ergonomia e dispersão menor do que o M9 e maior alcance, sendo fornecido para líderes de esquadrão e equipe de bombeiros. As forças especiais fornecem duas armas a todos os seus membros com uma pistola e um rifle. Líderes juniores em unidades de infantaria regulares que anteriormente foram excluídos do porte de armas receberão mais opções e opções em situações de combate de curto alcance, sob uma nova política. Todas as unidades do Exército estão planejadas para substituir o M9 pelo M17 dentro de uma década.

### Os serviços militares dos EUA adotam os M17 e M18
Em maio de 2017, o Exército anunciou que a primeira unidade a receber o M17 seria a 101ª Divisão Aerotransportada até o final do ano. Ao mesmo tempo, o resto das Forças Armadas dos EUA revelou que também pretendem adquirir a arma, tornando-a a arma padrão de todo o exército dos EUA. Os serviços planejam adquirir até 421.000 armas no total; 195.000 para o Exército, 130.000 para a Força Aérea, 61.000 para a Marinha (apenas na versão compacta M18) e 35.000 para os fuzileiros navais.
O Corpo de Fuzileiros Navais dos Estados Unidos está substituindo suas pistolas M9, M9A1, M45A1 e M007 pelas pistolas SIG Sauer M18. O M9 e o M9A1 foram produzidos pela Beretta, enquanto o M45A1 foi fabricado pela Colt e o M007, que só foi aceito recentemente como uma variante, é fabricado pela Glock.
Embora tenha sido anunciado que a Guarda Costeira dos EUA também está adotando a pistola M17/18, ainda não há números de compra.
Em novembro de 2019, a SIG Sauer anunciou a entrega da 100.000ª pistola M17/M18 para as forças armadas dos EUA.

## Concorrência de munição
Como parte da aquisição do MHS (Modular Handgun System), uma nova fonte de munição foi solicitada. Os dois tipos a serem adquiridos são o XM1152 e o XM1153 agora designados M1152 e o M1153. A Olin Corporation (marca Winchester) venceu a concorrência por aproximadamente 1,2 milhão de cartuchos de munição.

## Recomendações de avaliação
O primeiro relatório anual para a avaliação do programa XM17/XM18 Modular Handgun System (MHS) recomendou ao Exército:
1. Após a identificação da causa raiz dos problemas de ejeção dupla e confiabilidade da munição arredondada, confirmar as correções no XM17 e no XM18 em testes futuros.
2. Trabalhar com o fornecedor para identificar e eliminar a causa da variabilidade na fabricação do grupo de mecanismos do gatilho.
3. Considerar reprojetar a alavanca de trava do slide ou as mudanças no treinamento do operador para impedir o acionamento involuntário pelos operadores ao atirar.

## SIG Sauer P320-M17 e P320-M18
O catálogo SIG Sauer 2018 apresentou a versão Civil3 P320-M17 da pistola militar M17 de tamanho normal. Ele mostra que o novo modelo tem uma cor chamada Coyote Tan e é configurado quase idêntico ao M17 militar. A corrediça de aço inoxidável P320-M17 é revestida com PVD e os elementos de controle apresentam um acabamento preto como encontrado em lotes de pistolas de serviço militares M17 posteriores. Está disponível com e sem uma segurança manual externa e é anunciado como limitado a uma produção de 5.000 unidades.
O catálogo 2020 SIG Sauer apresenta a versão Civilian P320-M18 configurada quase idêntica à pistola M18 militar de menor tamanho. Como o P320-M17, também é baseado na pistola usada pelos militares dos EUA.

## Outros compradores do P320

### Dinamarca
A Dinamarca selecionou o modelo SIG Sauer P320 XCarry para substituir sua atual pistola m / 49 (SIG P210). Este foi o resultado de testes em que foram avaliadas as armas de mão da Canik (TP9 SF), Glock (Glock17 Gen 5), Smith & Wesson (M & P9 M2.0, lançadas precocemente por não serem produzidas na Europa) e Beretta (APX). 

### Tailândia
A Polícia Real Tailandeza comprou 152.468 pistolas P320.

### Estados Unidos
- O Bismarck Police Department adotou o P320. O departamento também testou o Smith & Wesson M&P M2.0 e o Glock 17 e 19. O chefe de polícia Dan Donlin disse: "O SIG Sauer, na maioria das opiniões, superou o Glock", disse Donlin. "Forneceu muito mais conforto e manuseio geral nos diferentes tamanhos de mãos de nossos oficiais", referindo-se aos três tamanhos de módulo de punho do P320. "O SIG, em ação, foi muito preciso. Mesmo nossos melhores atiradores não conseguiam acreditar em quanto melhor atiraram com o SIG contra o Glock."[20]
- O North Dakota Highway Patrol[21]
- O Santa Barbara County Sheriff's Office[21]
- O High Point Police Department[21]
- O Oklahoma Highway Patrol[21]
- O Hawaii Department of Public Safety[21]
- O Pasco County Sheriff’s Department (Florida)[21]
- O Elkhart Police Department (Indiana)[21]
- O Milwaukee Police Department (Wisconsin)

Estes não são os mesmos que o M17/M18, mas estão intimamente relacionados e serão provenientes da fábrica dos EUA em Newington, New Hampshire e da unidade alemã em Eckernförde.

## Galeria SIG Sauer M17/P320

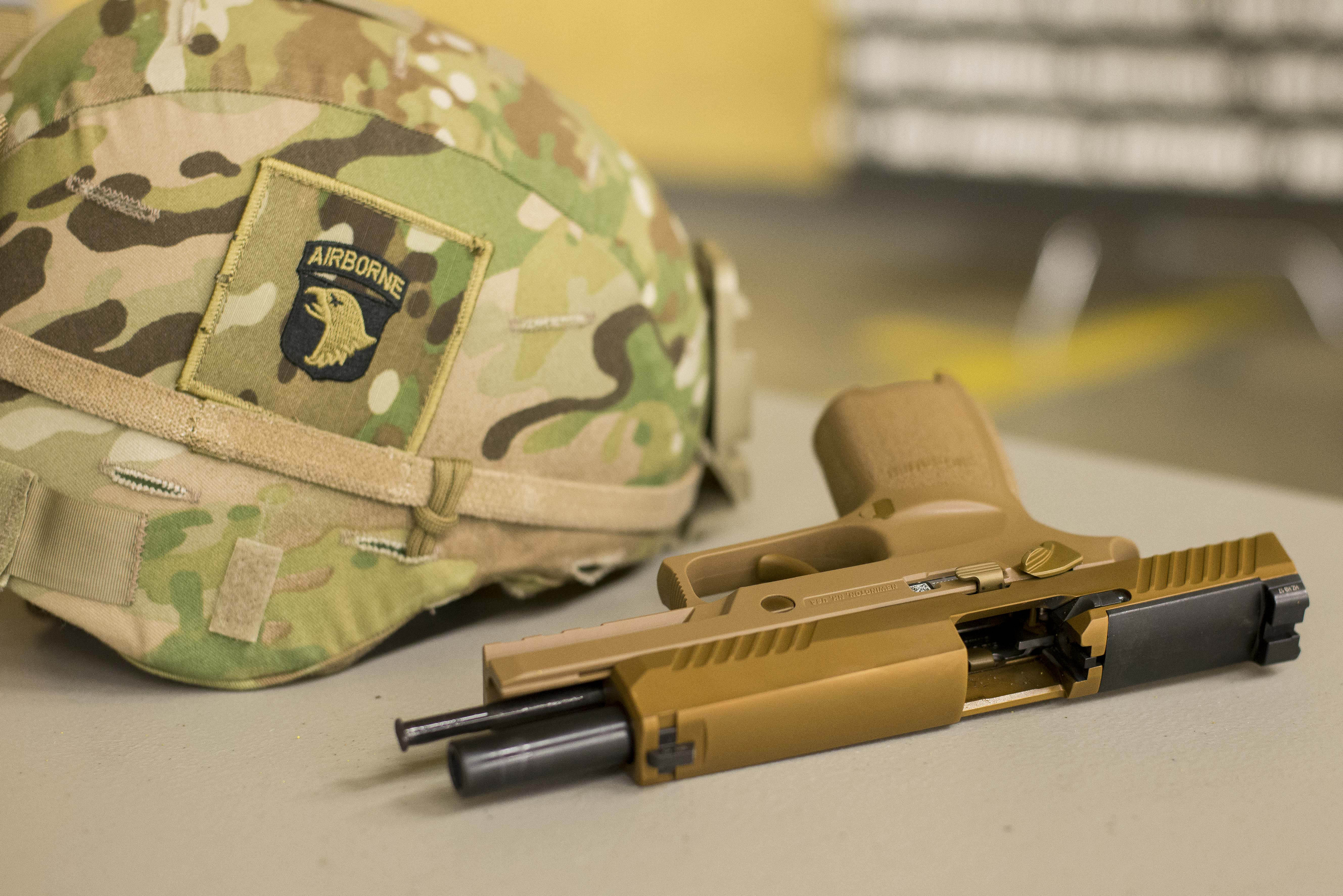
M17 destinada à 101st Airborne Division
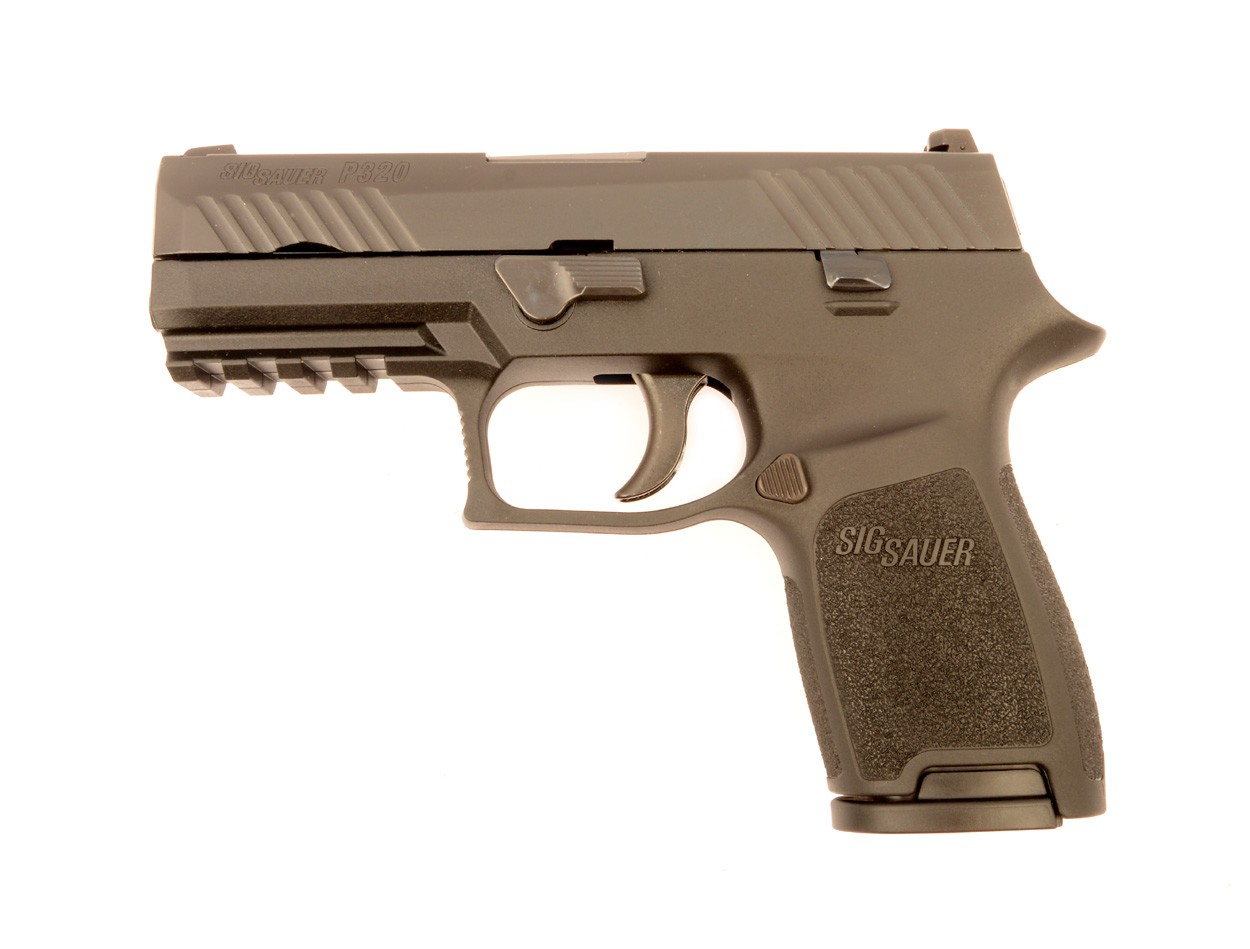
FDE P320
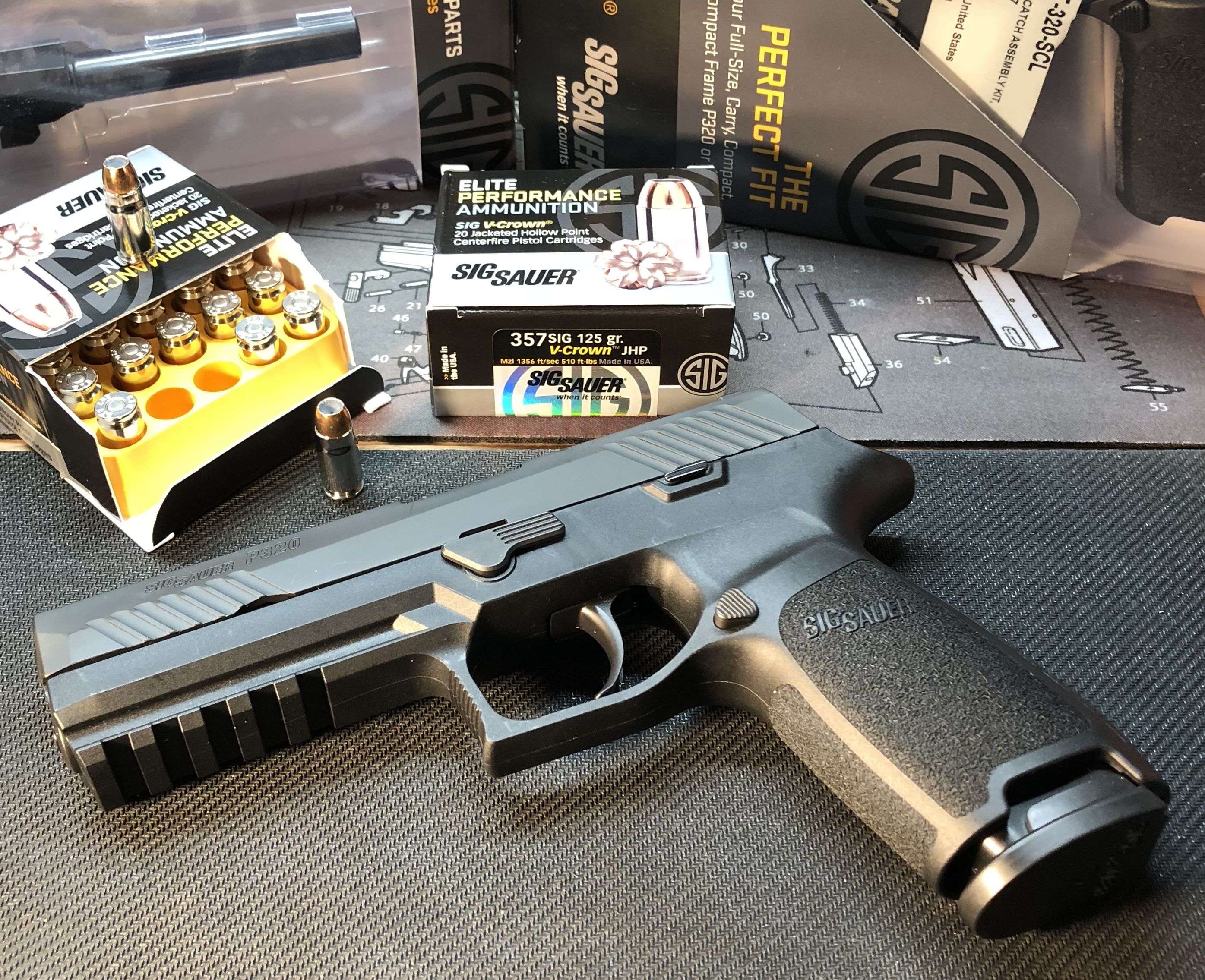
P320 civil